# Filips II van Ville-sur-Illon
Filips II van Ville-sur-Illon (Ville-sur-Illon eind 14e eeuw – Perpignan, 1409) was prins-bisschop van Toul (1399-1409) in het Rooms-Duitse Rijk. Zijn bestuur is gekenmerkt door besluiteloosheid en afwezigheid in het prinsbisdom.

## Levensloop

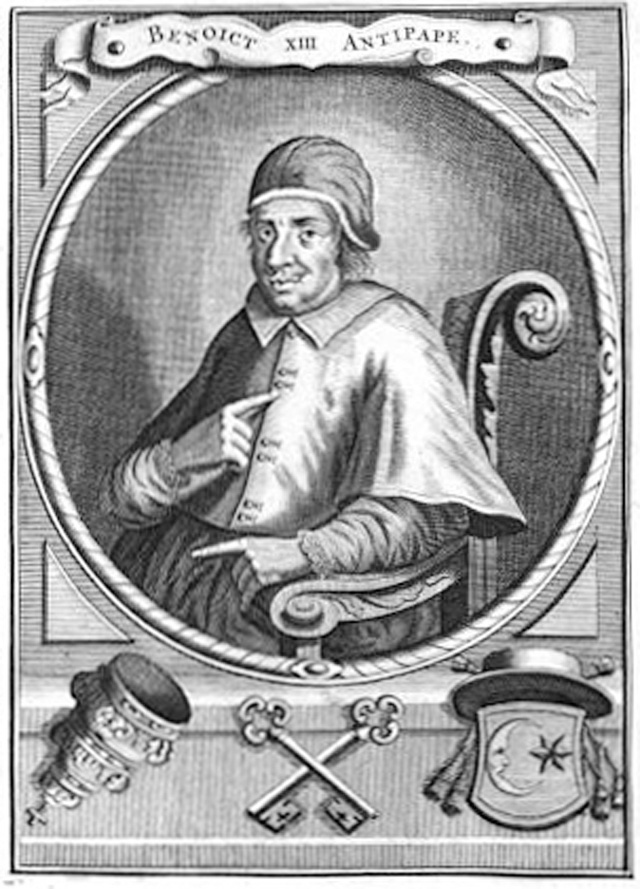
Tegenpaus Benedictus XIII. Deze gaf onderdak aan Filips.

Filips werd geboren als zoon van Jan, heer van Ville-sur-Illon en Margaretha van Villersexel. Zijn geboortedatum is onbekend. 
In het bisdom Toul was er geen bisschop meer aangesteld sinds 1385; in 1398 stierf de administrator van het prinsbisdom, kardinaal Jan IV van Neuchâtel-Urtière. Jan was ooit kamenier geweest van tegenpaus Benedictus XIII en had al die jaren het bestuur van Toul beredderd. De bestuurlijke chaos in Toul was te wijten aan het Westers Schisma. De keizer trok partij voor de paus in Rome, terwijl de clerus in Toul de tegenpaus in Avignon steunde.
Karel II, hertog van Lotharingen, liet het kapittel van Toul Filips van Ville-sur-Illon verkiezen (1399). Filips en Karel II waren familieleden. Onmiddellijk eiste Wenceslaus van Luxemburg, Rooms-Duits koning, geld van het bisdom Toul. Wenceslaus voerde aan dat het bewind van Jan IV juridisch fout zat. Voldoende stof voor hem om de bisschoppelijke belastingen van de voorbije 3 jaren voor zich op te eisen. Tevens eiste Wenceslaus de openstelling van alle forten van het prinsbisdom Toul. Tegenpaus Benedictus XIII stuurde naar de keizer een bul met zijn goedkeuring voor schenking van de belastingen van 3 jaren. Naar Toul stuurde Benedictus XIII een andere bul, één waarin hij elke betaling weigerde. Benedictus XIII erkende Filips als nieuwe bisschop van Toul; zelf was Filips te jong (21 jaar) maar de paus gaf dispensatie voor deze jonge leeftijd. Prins-bisschop Filips wist niet wat aanvangen met het dispuut tussen Toul en de keizer. Hij vertrok naar de universiteit van Orléans om te studeren. Filips en Benedictus XIII smeedden een vriendschapsrelatie toen ze mekaar ontmoetten in Perpignan in Zuid-Frankrijk. 
In 1403 keerde Filips naar Toul terug voor de plechtige installatie als bisschop. Filips vond een vijandig gezind kapittel tegenover zich. De discussie ging over wie het gezag had over de 6 aartsdiakens van Toul. Hertog Karel II van Lotharingen drong binnen met zijn troepen om de stad Toul militair de les te spellen. Filips nam ondertussen de vlucht naar Avignon. Karel II werd militair bijgestaan door Ferry I van Vaudémont, zijn broer, alsook door Eduard III van Bar, markgraaf van Pont-à-Mousson. De 3 edelen omsingelden met hun legers op de oevers van de Moezel volledig de stad Toul. De stedelingen verdedigden zich met hun eigen artillerie. Na 2 maand belegering gaf de stad zich over doch pas nadat ze een koerier gesmokkeld hadden naar Parijs, naar koning Karel VI van Frankrijk. De eisen van Karel II voor de stedelingen waren streng: zowel politiek als fiscaal hadden ze geen vrijheid meer (1402). De landerijen en wijngaarden van de stad waren verwoest. Ondanks bloedige interne afrekeningen en binnenvallende Franse soldaten kwam er opnieuw een bestand tussen Karel II van Lotharingen en de stedelingen (1406). Bisschop Filips keurde in de marge van het bestand méér vrijheden goed voor de stad. Het ging concreet om de handel, wijnopslag, muntateliers en de stadsgevangenis (1405). De stedelingen hadden nog vragen voor Filips maar ze kregen Filips niet te zien. Deze bleef in Avignon of in Perpignan wonen bij Benedictus XIII. 
Filips stierf in 1409 in Perpignan. Hertog Karel II stuurde Hendrik van Ville-sur-Illon, broer van de overleden Filips, naar de bisschopstroon.